# Serra de Burella
La Serra de Burella és una serra situada entre els municipis de Saldes i de Vallcebre a la comarca del Berguedà, amb una elevació màxima de 1.231 metres.